# Dziedzickia medea
Dziedzickia medea är en tvåvingeart som beskrevs av Lane 1954. Dziedzickia medea ingår i släktet Dziedzickia och familjen svampmyggor. Inga underarter finns listade i Catalogue of Life.